# Referendo sobre a lei eleitoral na Itália em 2009
O referendo sobre a lei eleitoral na Itália em 2009 ocorreu nos dias 21 e 22 de junho. Foi uma iniciativa dos congressistas Mario Segni, Giovanni Guzzetta, Arturo Parisi, Antonio Martino e Daniele Capezzone. Com uma abstenção de 76,7% no dia 21 e 76,2% no dia 22, o referendo não obteve o quórum necessário (50% dos eleitores) e seu resultado, portanto, foi considerado inválido.

## O referendo
As três perguntas feitas no referendo foram sobre a atual legislação eleitoral italiana, indagando aos eleitores:
- se o "bônus da maioria" - que oferece à coalizão mais votada assentos extras no Parlamento - deve ser concedido ao partido político, ao invés da coalizão, como ocorre atualmente, com o maior número de votos na Câmara dos Deputados (primeira pergunta, urna roxa) e no Senado da República (segunda pergunta, urna amarela);[3]
- se os políticos podem acumular os votos de múltiplos distritos eleitorais ao mesmo tempo[4] (terceira pergunta, urna verde).[3]

## Posição dos partidos
Os dois maiores partidos do país, o direitista Povo da Liberdade (PdL), do primeiro-ministro Silvio Berlusconi, e o esquerdista Partido Democrático (PD), ambos apoiaram o "sim". A Liga Norte (LN), partido aliado ao primeiro-ministro, foi contrária ao referendo, assim como o centrista Itália de Valores (IDV), aliado ao PD. A alegação destes partidos é que a aprovação do referendo instituiria o sistema bipartidário na política italiana. O PdL e Berlusconi, pressionados pela Liga Norte, não fizeram campanha a favor do referendo.

## Resultado

### Primeira pergunta
Indagava aos eleitores se eram favoráveis à abolição das coalizões entre as listas eleitorais e da atribuição do "bônus da maioria" para as coalizões na Câmara dos Deputados. A primeira pergunta foi realizada junto com a segunda no dia 21 de junho.
|                 | Votos válidos                 | Votos válidos                 | Total dos votos               |
| --------------- | ----------------------------- | ----------------------------- | ----------------------------- |
| Sim             | 8.052.954                     | 77,6 %                        | 68,8 %                        |
| Não             | 2.318.792                     | 22,4 %                        | 19,8 %                        |
| Votos inválidos | 1.336.483                     | 1.336.483                     | 11,4 %                        |
| Eleitorado      | 50.221.071 (abstenção: 76,7%) | 50.221.071 (abstenção: 76,7%) | 50.221.071 (abstenção: 76,7%) |

### Segunda pergunta
Indagava aos eleitores se eram favoráveis à abolição das coalizões entre as listas eleitorais e da atribuição do "bônus da maioria" para as coalizões no Senado da República. A segunda pergunta foi realizada junto com a primeira no dia 21 de junho.
|                 | Votos válidos                 | Votos válidos                 | Total dos votos               |
| --------------- | ----------------------------- | ----------------------------- | ----------------------------- |
| Sim             | 8.050.362                     | 77,7 %                        | 68,8 %                        |
| Não             | 2.311.350                     | 22,3 %                        | 19,7 %                        |
| Votos inválidos | 1.345.075                     | 1.345.075                     | 11,5 %                        |
| Eleitorado      | 50.221.071 (abstenção: 76,7%) | 50.221.071 (abstenção: 76,7%) | 50.221.071 (abstenção: 76,7%) |

### Terceira pergunta
Indagava aos eleitores se eram favoráveis à abolição da possibilidade de um candidato concorrer às eleições para a Câmara dos Deputados em mais de um distrito eleitoral. A terceira pergunta foi realizada no dia 22 de junho.
|                 | Votos válidos                 | Votos válidos                 | Total dos votos               |
| --------------- | ----------------------------- | ----------------------------- | ----------------------------- |
| Sim             | 9.489.791                     | 87,0 %                        | 79,3 %                        |
| Não             | 1.417.819                     | 13,0 %                        | 11,8 %                        |
| Votos inválidos | 1.065.586                     | 1.065.586                     | 8,9 %                         |
| Eleitorado      | 50.221.071 (abstenção: 76,2%) | 50.221.071 (abstenção: 76,2%) | 50.221.071 (abstenção: 76,2%) |